# Emma Mitchell
Emma Mitchell (born 19. september 1992) er en kvindelig skotsk fodboldspiller, der spiller forsvar for engelske Reading i FA Women's Super League. Hun begyndte hendes seniorkarriere i skotske Glasgow City, før hun skiftede til Bundesliga-klubben SGS Essen i 2013. Hun har siden 2011, optrådt for Skotlands kvindefodboldlandshold.

## Meritter

### Klubhold
Glasgow City
- Scottish Women's Premier League: 2009, 2010, 2011, 2012
- Scottish Women's Cup: 2009, 2011, 2012
- Scottish Women's Premier League Cup: 2009, 2012

Arsenal
- FA WSL: 2018–19
- FA Cup: 2014, 2016
- WSL Cup: 2013, 2015, 2018

### Individuelt
- PFA Team of the Year: 2014-15[3]